# Tom Wilson (skuespiller)
 For alternative betydninger, se Tom Wilson. (Se også artikler, som begynder med Tom Wilson)
Tom Wilson (født Thomas H. Wilson, 27. august 1880 i Helena i Montana, død 19. februar 1965, Los Angeles, Californien) var en amerikansk skuespiller.
Wilson medvirkede i mere end 300 film mellem 1915 og 1963 og havde bemærkelsesværdige biroller i stumfilmsæraen, som "The Kindly Officer" i D.W. Griffiths episke Intolerance (1916), den vrede politimand i Charlie Chaplins The Kid (dansk titel: Chaplins plejebarn, 1921), og en boksetræner i Buster Keatons komedie Battling Butler (da.: Buster som Bokser, 1926). Efter tonefilmens fremkomst blev han reduceret til små roller i resten af sin lange filmkarriere. Wilson døde i 1965 i Los Angeles, Californien.

## Liv og karriere
Før han begyndte sin skuespillerkarriere, tjente Wilson i militæret og ernærede som også som professionel bokser.
Han blev i begyndelsen af 1900-tallet knyttet til skuespilbranchen med optrædener i vaudeville-shows og andre skuespil. I efteråret 1907 optrådte han på Broadway i komedien Artie.
Wilson optrådte første gang i film i 1914 og medvirkede i en række produktioner. Han spillede biroller i D.W. Griffiths skelsættende storfilm En Nations Fødsel (The Birth of a Nation) og Intolerance. I sin tidlige filmkarriere specialiserede Wilson, som var lys i huden, sig i at spille afroamerikanere på film. Under stumfilmsæraen spilede han med i flere af Charlie Chaplins og Buster Keatons film. Wilson spillede sin mest kendte rolle i Chaplins The Kid (dansk titel: Chaplins plejebarn, 1921) som en grum politimand, der har en fejde med Chaplins Vagabond. I Keatons Battling Butler (da.: Buster som Bokser, 1926) spillede han boksetræner.
Wilsons karriere var på sit højeste i 1920'erne, og han opnåede endda hovedroller i nogle komedier, men med fremkomsten af tonefilm i slutningen af 1920'erne ændrede hans position i Hollywood, og han overgik til alene at spille små biroller eller arbejde som statist. I løbet af de næste tre årtier optrådte han i betydende film som Under the Pirate Flag (1935), In the throes of the cosmopolitan city (1940), Here is John Doe (1941) og En stjerne fødes (1954), men alene i små roller. Wilson arbejdede igen med Chaplin på Monsieur Verdoux i 1947. I alt medvirkede han i næsten 300 film.
I 1963 afsluttede Wilson sin skuespillerkarriere. Han døde to år senere i en alder af 84. Intet er kendt om hans privatliv. Han blev begravet i Pierce Brothers Valhalla Memorial Park i North Hollywood.

## Filmografi (udvalg)
- Little Marie (1915)
- The Highbinders (1915)
- The Lucky Transfer (1915)
- En nations fødsel (1915)
- Martyrs of the Alamo (1915)
- Urskovens Søn (1916)
- Ravneungerne (1916)
- Intolerance (1916)
- Pigen fra Magnalia-Savværket (1916)
- Helten fra USA (1916)
- Pay Me! (1917)
- En ægte Yankee (1917)
- Gevær paa Skulder (1918)
- Et Hundeliv (1918)
- Cheating the Public (1918)
- The Bond (1918)
- The Greatest Question (1919)
- En Dags Fornøjelse (1919)
- Paa Solsiden (1919)
- The Professor (1919)
- Dinty (1920)
- Chaplins plejebarn (The Kid, 1921)
- Bedste Mand i Ringen (1921)
- Two Minutes to Go (1921)
- Where Men Are Men (1921)
- Red Hot Romance (1922)
- Et Væddeløb om Lykken (1922)
- Polsk Ægteskab (1922)
- Minnies Kærlighedsaffærer (1922)
- Farvel piger (1923)
- The Remittance Woman (1923)
- Itching Palms (1923)
- The Love Bandit (1924)
- On Time (1924)
- The Heart Buster (1924)
- Fools in the Dark (1924)
- Nattens Mysterier (1924)
- His Darker Self (1924)
- What Fools Men (1925)
- California Straight Ahead (1925)
- Manhattan Madness (1925)
- Madame Behave (1925)
- The Best Bad Man (1925)
- The Million Dollar Handicap (1925)
- Seven Days (1925)
- Battling Butler (1926)
- No Control (1927)
- Bring Home the Turkey (1927)
- Ham and Eggs at the Front (1927)
- Riley the Cop (1928)
- Strong Boy (1929)
- Dark Skies (1929)
- Road to Paradise (1930)
- Picture Snatcher (1933)
- Devil's Island (1939)
- Flaxy Martin (1949)
- The Young Philadelphians (1959)
- Critic's Choice (1963)